# 松山市立北久米小学校
松山市立北久米小学校（まつやましりつ きたくめしょうがっこう）は、愛媛県松山市にある公立小学校。

## 概要
松山市南東部に位置し、久米地区の一部と桑原地区の一部を校区とする。松山市駅などの市中心部へ向かう伊予鉄道横河原線や伊予鉄バスが通い、交通の便は良い。幹線道路として愛媛県道334号松山川内線（旧国道11号）が通る。

### 規模
- 児童数：約600名
- 学級数：18（平成24年度）

### 服装
私服登校が可能。

## 沿革
- 1982年（昭和57年）4月 - 松山市立桑原小学校、松山市立久米小学校から分離。児童数1306名・32学級で開校。
- 1987年（昭和62年）3月 - 校訓碑建立。
- 1991年（平成3年）4月 - 校区の一部（福音寺町一部・松末・束本・北久米町一部）を、松山市立福音小学校として分離。

## 著名の出身者
- 白濱亜嵐（ダンサー：GENERATIONS／EXILE）※白濱颯の実兄
- 白濱颯 ※白濱亜嵐の実弟
- 林家染太（落語家）[1]
- 星加輝（バレーボール選手：KUROBEアクアフェアリーズ）

## アクセス
- 伊予鉄道横河原線 北久米駅から西へ200m
- 伊予鉄バス 北久米にて下車
- 愛媛県道334号松山川内線沿い